# Esmé Ciredutemps
Esméralda Ciredutemps, connue sous le nom d'Esmé Ciredutemps et souvent surnommée Mémé Ciredutemps ou Maîtresse Ciredutemps, est une sorcière du Disque-monde de Terry Pratchett, à la tête des sorcières de Lancre. Elle est un personnage principal des livres du Disque-monde.

## Aptitudes
Au premier abord, les pratiques magiques du Disque-Monde sont très binaires : d'un côté les mages académiques et mondains, dont les universités sont en pleine ville et qui ne quittent pas le campus, de l'autre les sorcières rurales qui s'occupent avant tout des naissances, des morts et des maladies dans leur communauté locale. On compte une exception de chaque côté : Eskarina dans La Huitième Fille est une mage,, et un garçon commence un apprentissage de sorcier dans la série de Tiphaine Patraque. Cette séparation des genres se retrouve dans la classe sociale des personnages, avec des magiciens éduqués et passant des concours et des sorcières spécialisées dans la sphère domestique et les remèdes de grand-mère (littéralement). Pourtant, les sorcières ont tout autant de pouvoir que les mages : Mémé Ciredutemps parvient par exemple dans Trois soeurcières à déplacer le royaume de Lancre 15 ans dans le futur, et les sorcières sauvent le monde plusieurs fois de façon magique. Simplement, elles sont encouragées à ne faire appel à la magie que dans des cas exceptionnels, et à se concentrer sur leurs tâches quotidiennes et sur le labeur émotionnel : Mémé Ciredutemps tient la « têtologie », qui relève de la psychologie et de l'effet placebo, en très haute estime.
Mémé Ciredutemps profite de son rôle de femme pour passer inaperçue ou ne pas être prise au sérieux quand ça l'arrange ; elle enseigne à plusieurs personnages la valeur du travail genré au féminin et des « petits miracles pour des gens ordinaires » plutôt que la recherche du pouvoir et de la richesse. Cependant, ce sont bien les mages qui vivent confortablement et ne travaillent qu'à ce qui les intéresse, tandis que les sorcières travaillent dur sans reconnaissance. Certains auteurs voient enfin la place des sorcières dans la société comme une subversion du genre féminin et font remarquer que malgré la séparation très claire des genres dans la magie, aucun attribut biologique n'est invoqué pour justifier cette ségrégation. Dans La Huitième Fille, Mémé Ciredutemps finit d'ailleurs par vaincre en duel un mage avec ses propres techniques, à la surprise générale des mages qui s'attendent à la voir utiliser ses pouvoirs limités et domestiques de sorcière.

## Place dans le Disque-monde
Mémé Ciredutemps est l'un des personnages qui apparaissent le plus fréquemment dans les Annales du Disque-monde et l'un des personnages préférés de Terry Pratchett.
Mémé Ciredutemps apparaît dans les tomes La Huitième Fille, Trois Sœurcières, Mécomptes de fées, Nobliaux et Sorcières, Masquarade, Carpe jugulum, Les Ch'tits Hommes libres, Un chapeau de ciel, L'Hiverrier, Je m'habillerai de nuit et La Couronne du berger. Elle est mentionnée, parfois par paraphrase, dans Procrastination, Timbré et Mortimer.